# غوشنة حادة
غوشنة حادة (الاسم العلمي: Morchella acuta) هي نوع من الفطريات يتبع جنس الغوشنة من الفصيلة الغوشنية.